# Philby's steenpatrijs
Philby's steenpatrijs (Alectoris philbyi) is een vogel uit de familie fazantachtigen (Phasianidae). De wetenschappelijke naam van de soort is voor het eerst geldig gepubliceerd in 1934 door Lowe.

## Voorkomen
De soort komt voor in het zuidwesten van het Arabisch Schiereiland.

## Beschermingsstatus
Op de Rode Lijst van de IUCN heeft de soort de status veilig.